# Parafia Podwyższenia Krzyża Świętego w Adamowie
Parafia Podwyższenia Krzyża Świętego w Adamowie – parafia rzymskokatolicka w Adamowie.
Parafia erygowana w roku 1545. Obecny kościół parafialny murowany, budowę rozpoczął w 1796 roku ks. Jan Jezierski, łącznie z biskupem kamienieckim Adamem Krasińskim a dokończył Ludwik Krasiński w 1858 roku, konsekrowany w 1860 roku przez biskupa Beniamina Szymańskiego.
Styl – pseudobarokowy. 
Terytorium parafii obejmuje Adamów, Dębowicę, Glinne, Gułów, Horodzieżkę, Konorzatkę oraz Orle Gniazdo.